# دونكان باترسون
دونكان باترسون (بالإنجليزية: Duncan Patterson)‏ هو عازف قيثارة بريطاني، ولد في 5 يونيو 1975 في ليفربول في المملكة المتحدة.

## وصلات خارجية
- الموقع الرسمي
- دونكان باترسون على موقع IMDb (الإنجليزية)
- دونكان باترسون على موقع ميوزك برينز (الإنجليزية)
- دونكان باترسون على موقع ديسكوغز (الإنجليزية)